# Greatest Hits (álbum de Bob Seger)

Capa do álbum.

Greatest Hits é um álbum de Bob Seger, lançado em 1994.